# Karolína Augusta Bavorská
Karolína (Šarlota) Augusta Bavorská (8. února 1792 Mannheim – 9. února 1873 Vídeň) byla rodem bavorská princezna z rodu Wittelsbachů a jako čtvrtá manželka rakouského císaře Františka I. rakouská císařovna a česká a uherská královna.

## Původ
Šarlota Augusta byla mladší dcerou pozdějšího bavorského krále Maxmiliána I. Josefa a jeho první manželky Augusty Vilemíny. Měla tři starší sourozence, bratra Ludvíka a dvě sestry Augustu Amálii (1788–1851), Amálii Marii (1790–1794), a mladšího bratra Karla Teodora (1795–1875).
Krátce po narození Karolínina bratra Karla jejich matka zemřela a ovdovělý otec se po roce oženil s princeznou Karolínou Frederikou Bádenskou (1776–1841). Z tohoto manželství přišlo na svět několik dětí, ale dospělosti se dožilo pouze pět dcer: Alžběta Ludovika (1801–1873), Amálie Augusta (1801–1877), Marie Anna Leopoldina (1805–1877), Žofie Frederika Dorothea Vilemína (1805–1872) a Ludovika Vilemína (1808–1892).
Poslední dvě sestry se staly matkami pozdějšího rakouského císařského páru, Františka Josefa I. a Sissi.

## Manželství

### Württemberská princezna
V roce 1808 byla Šarlota provdána za württemberského následníka trůnu a pozdějšího krále Viléma I. (1781–1864). Nešťastné manželství bylo v srpnu 1814, po Napoleonově pádu, württemberským soudem rozloučeno a roku 1815 anulováno papežem.

### Královna a císařovna

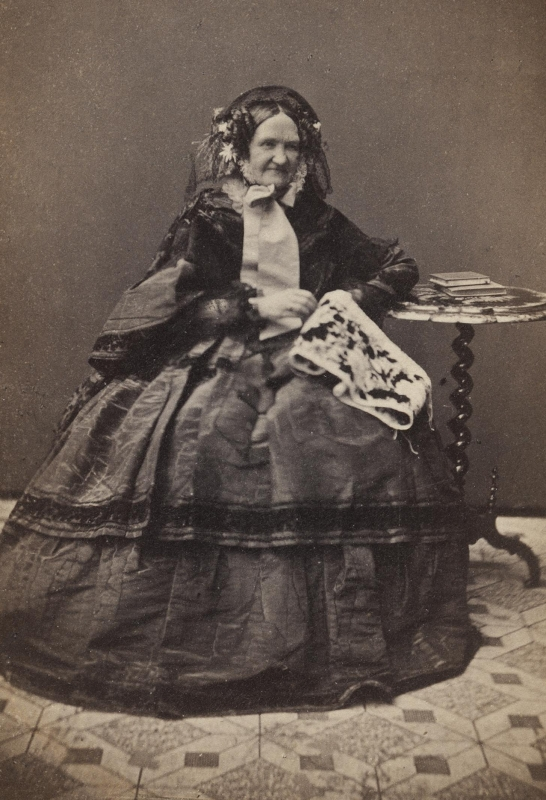
Karolína Augusta Bavorská v pozdějších letech

Dne 24. září 1816[zdroj?] se Šarlota provdala za rakouského císaře Františka I., přijala jméno Karolína Augusta, a stala se jeho čtvrtou manželkou. Manželství s Františkem bylo šťastné, Karolína se láskyplně starala o všechny své nevlastní děti. Roku 1817 podnikli manželé cestu na Moravu, kde pobyli hlavně v Kroměříži a Olomouci. Druhá jejich cesta na Moravu proběhla až roku 1820, kdy celý týden (od 1. května) strávili v Brně. Roku 1825 byla v Bratislavě korunována uherskou královnou.
Císařovna Karolína Augusta podporovala sňatek své mladší sestry Žofie s mladším synem císaře Františka I. a pravděpodobným následníkem trůnu Františkem Karlem, protože starší bratr Ferdinand byl dlouho považován za neschopného vlády. Sňatek se uskutečnil roku 1824. Obě ženy si dobře rozuměly. Karolína měla také velmi dobré vztahy s Žofiinými dětmi, mj. i se starším synem, pozdějším císařem Františkem Josefem I., a byla také jedním z mála členů Arcidomu habsburského, který dobře vycházel i se ženou Františka Josefa Sissi.

## Vdova
Po Františkově smrti se Karolína Augusta věnovala péči o mládež, pomáhala chudým a nemocným a na jejich podporu založila nadace ve Štýrském Hradci, Salcburku a v Praze. Dále pomohla se založením nadace pro výchovu služebných.

## Zajímavosti
Díky zájmu Karolíny Augusty o literaturu bylo ve Dvorním divadle roku 1825 uvedeno Grillparzerovo drama Sláva a pád krále Otakara. Další Grillparzerovo dílo Věrný služebník svého pána bylo od autora císařským dvorem odkoupeno a tím zabráněno jeho uvedení.
Jedna z největších zajímavostí o Karolíně Bavorské, kterou mnoho lidí neví je, že v roce 1817 bylo podle ní pojmenované první pražské předměstí, Karlín. Karlín je městská čtvrt v Praze, přesněji městské části Prahy 8. Toto předměstí bylo doopravdy pojmenované po Karolíně Augustě, původně jako Karolinenthal, což bylo přes léta zkráceno a zkomoleno na Karlín.

## Význam pro dějiny
Karolína Augusta Bavorská je velmi významná osobnost. Ne pouze proto, že se jedná o jednu z manželek Františka I., ale protože na její počest bylo pojmenováno mnoho památek. Po této rakouské císařovně pojmenováno například gymnázium v Rosenheimu (Německo - Bavorsko) a muzeum v Salcburku (Rakousko), kde často přebývala.
Jedna z nejznámějších památek pojmenované po Karolíně A. Bavorské překvapivě leží na území České republiky. Je řeč o pramenu v Mariánských Lázních, který byl roku 1818 pojmenovaný na její počest, tedy Karolinin pramen.